# Казете ди Спјано (Терамо)
Казете ди Спјано (итал. Casette di Spiano) је насеље у Италији у округу Терамо, региону Абруцо.
Према процени из 2011. у насељу је живело 16 становника. Насеље се налази на надморској висини од 367 м.